# Pleurotus populinus
Pleurotus populinus är en svampart som beskrevs av O. Hilber & O.K. Mill. 1993. Pleurotus populinus ingår i släktet Pleurotus och familjen musslingar.   Inga underarter finns listade i Catalogue of Life.